# Silke Gäng
Silke Gäng (* 17. Februar 1983 in Eberbach) ist eine deutsche Mezzosopranistin sowie die Mitgründerin und Künstlerische Leiterin des Internationalen Festivals LIEDBasel.

## Werdegang
Silke Gäng wuchs in Freiburg im Breisgau auf. Sie studierte an der Hochschule für Musik Basel Gesang. 2006 wirkte Gäng als Chorsolistin der Hochschule für Musik Basel am Theater Basel in der spartenübergreifenden Inszenierung Dido und Aeneas von Regisseur Sebastian Nübling, die 2007 auch beim Berliner Theatertreffen gezeigt wurde, mit. Ihr Repertoire umfasst Oper, Lied und Konzert von der Barockmusik bis zur zeitgenössischen Musik.
Silke Gängs Auftrittsorte als Konzertsängerin waren u. a. Concertgebouw Amsterdam, Alte Oper Frankfurt, Carnegie Hall, Le Bozar, Elisabeth Hall Antwerpen. Sie sang bei den Händel-Festspielen Halle, den Schwetzinger Festspielen, dem Enescu Festival Bukarest und am Lucerne Festival. Sie wurde begleitet vom Gewandhausorchester Leipzig, Sinfonieorchester Basel, Kammerorchester Basel, Ensemble Phoenix, Accademia Bizantina sowie La Cetra Barockorchester und arbeitete mit Dirigenten wie Andreas Reize, Ton Koopman, Jörg Halubek, Andrea Marcon und Ottavio Dantone.
Liederabende gab Silke Gäng beim Lucerne Festival, dem Lavaux Festival und dem Davos Festival. Über ihr Rezital mit der Winterreise von Franz Schubert am Festival du Wissembourg schrieb Nike Luber:

„Es gelang dem Duo, die Zuhörer mitzunehmen auf eine Reise durch eine verstörende Seelenlandschaft, (…). Die ‚Winterreise‘ mit Silke Gäng und Marco Scilironi gehörte zu einem der eindrucksvollsten Konzerte des Festivals in Weißenburg.“

Mit dem Lautenisten Daniele Caminiti verbindet sie eine langjährige Zusammenarbeit.
Silke Gäng sang Partien am Theater Basel, am Staatstheater Stuttgart, bei den Salzburger Festspielen, am Theater Freiburg und am Theatre Royal Norwich. Sie sang Octavia in Michael Herschs Uraufführung POPPAEA bei Wien Modern und Zeiträume Basel, Susette Gontard in Georg Friedrich Haas’ Oper Nacht beim Lucerne Festival und arbeitete mit Regisseuren wie Frank Hilbrich, Sebastian Nübling, Markus Bothe und Nicolas Brieger.
2019 gründete Silke Gäng zusammen mit dem Theater- und Musikwissenschaftler Ludovic Allenspach das internationale Festival LIEDBasel. Seit seiner Gründung gehören die Kulturmanagerin Meike Olbrich, der Pianist und Hochschulprofessor Tobias Schabenberger und der Schriftsteller Alain Claude Sulzer zum Festival-Team.

## Diskographie
- Georg Friedrich Händel: Il Parnasso in festa. La Cetra. Pentatone, 2017.[11]
- Johann David Heinichen, Flavio Crispo. Stuttgarter Barockorchester. cpo, 2015.[12]
- Silvan Loher: Night, Sleep, Death And The Stars. Lieder auf Gedichte von Mascha Kaleko und Walt Whitman. Odradek, 2017.[13]
- Antonio Vivaldi: Il Giustino, RV 717. Accademia Bizantina. Naïve, 2018.[14]
- Michael Hersch: POPPAEA. Ensemble Phoenix Basel, 2024.[15]